# Pingjiang
Pingjiang, tidigare romaniserat Pingkiang, är ett härad som lyder under Yueyangs stad på prefekturnivå i Hunan-provinsen i södra Kina.